# Franz Klein (podnikatel)
Franz Klein (27. dubna 1800 Kociánov – 29. srpna 1855 Zebrzydowice), byl rakouský stavitel, architekt a podnikatel z rodiny Kleinů, čestný občan města Brna, až do své smrti vůdčí osobnost celého rodinného obchodního klanu.

## Životopis

### Mládí
Narodil se v Kociánově u Šumperka do rodiny statkáře Johanna Friedricha Kleina a jeho ženy Marie Elizabety, rozené Hamplové. Otec si příležitostně vydělával obchodováním se střelným prachem (mj. pro generála Ernsta Gideona Laudona) a rodina s devíti dětmi se několikrát stěhovala po severní Moravě. Franz vychodil pouze asi pět tříd venkovské základní školy. V roce 1815 získal otec Johann Friedrich zakázku na přeměnu jihozápadního úbočí Petrova v Brně, na kterém se Franz též podílel, a rodina se přestěhovala do Brna.

### První projekty

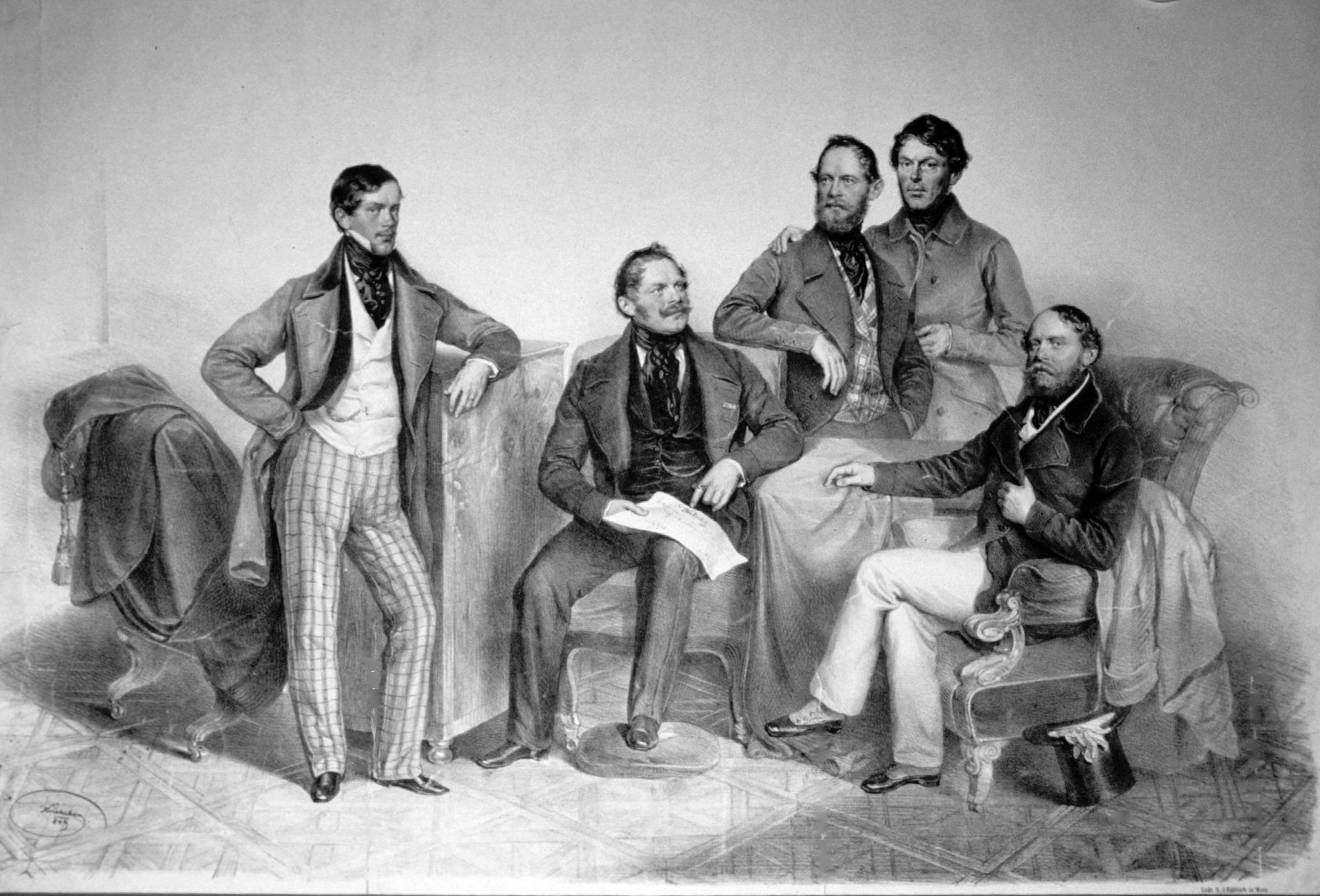
Skupinový portrét bratří Kleinů (Franz sedící uprostřed, litografie Josepha Kriehubera, 1849)

Franz Klein získal již kolem let 1813–1814 první architektonické zakázky, když začal pracovat jako zahradník na panství rodu Lichtenštejnů v Lednici. Zde spolu se svými bratry Josefem a Engelbertem, kteří se sem též přesunuli, vytvořili působivou úpravu zámeckého parku s vodními stavbami. Na základě této zakázky se pak stali vyhledávanými staviteli, následně upravili též zámecký areál ve Veselí nad Moravou. Od parkových úprav a vodních staveb rázem rozšířili svou činnost na dopravní infrastrukturu: silnice a mosty, po celém území Rakouského císařství, jejich délka dosahovala řádů jednotek tisíců kilometrů. Franz Klein se usadil v Brně, stal se měšťanem a roku 1825 se zde oženil s Františkou Hillebrantovou.
Roku 1830 zemřeli bratři Engelbert a nejstarší Josef na tuberkulózu. Franz Klein zdědil jejich jmění a rodinné podíly, které přerozdělil mezi své mladší bratry Libora, Alberta a Huberta, kterým bohatnoucí podnikatelství již umožnilo získat gymnaziální vzdělání.

### Železnice

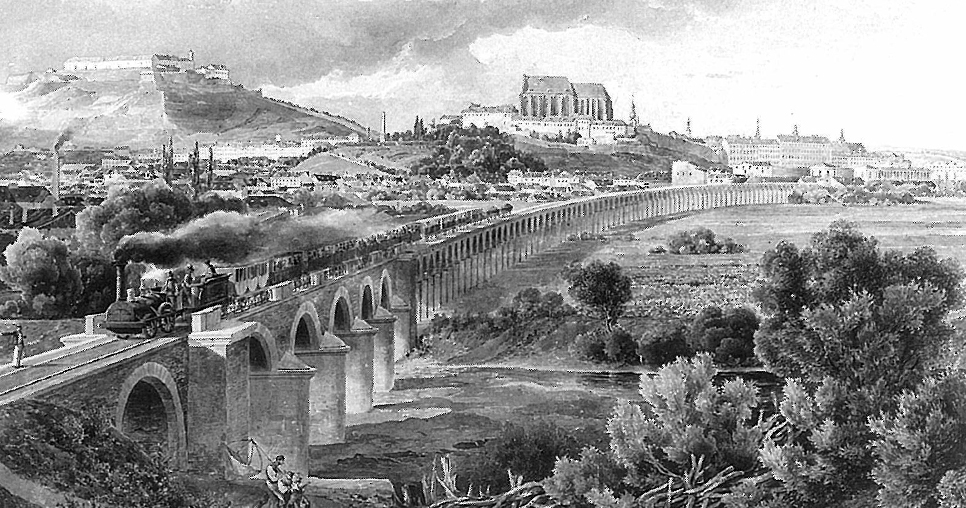
Vídeňský viadukt v roce 1839, v popředí Svratka

V roce 1836 získala c. k. privátní společnost Severní dráha císaře Ferdinanda první koncesi na lokomotivní dráhu v Rakousku a bratři Kleinové byli první, kdo se díky četným zkušenostem s dopravními projekty o tuto zakázku přihlásili. Ve stejném roce začal ve vedení firmy působit též bratr Albert. Od tohoto roku se jejich podnikání téměř výhradně na stavbu železničních tratí. Prvním postaveným úsekem byl roku 1837 trať Vídeň – Gänserndorf, pokračující dále do Přerova, Ostravy, Krakova a slezské uhelné pánve. V průběhu svého působení vybudovali na 3500 km železničních tratí v Českých zemích, Rakousku, Německu, Polsku a Rumunsku. K nejvýznamnějším budovaným úsekům patřila stavba tzv. Vídeňského viaduktu napojujícího Brno k železnici či trasa Praha – Olomouc, dokončená v roce 1845 pod vedením Jana Pernera.

### Železárny v Sobotíně
Po smrti hraběte Mitrovského roku 1842 zakoupili bratři Kleinové v roce 1844 panství Loučná nad Desnou, odkud rodina původem pocházela, včetně pivovarů, pil a železáren v Sobotíně. V roce 1844 začala firma stavět další železárny ve Štěpánově u Olomouce, jejich výhodou bylo umístění u nové železniční trati. V roce 1849 (spuštění provozu ve Štěpánově) spojili Kleinové všechny své železárny do jediného výrobního celku Zöptauer und Stefanauer Eisebau und Eisehütten a. g. Zöptau (Sobotínsko-štěpánovská železářská a hutní akciová společnost se sídlem v Sobotíně). Železárny byly v prvé řadě zaměřeny na výrobu pro železnice, po zakoupení důlních polí na Ostravsku také na výrobu těžebních zařízení.
V roce 1847 uzavřeli žijící bratři Kleinové smlouvu o společném podnikání – vznikla firma Gebrüder Klein, v níž měl rozhodující podíl Franz.

### Kleinův palác

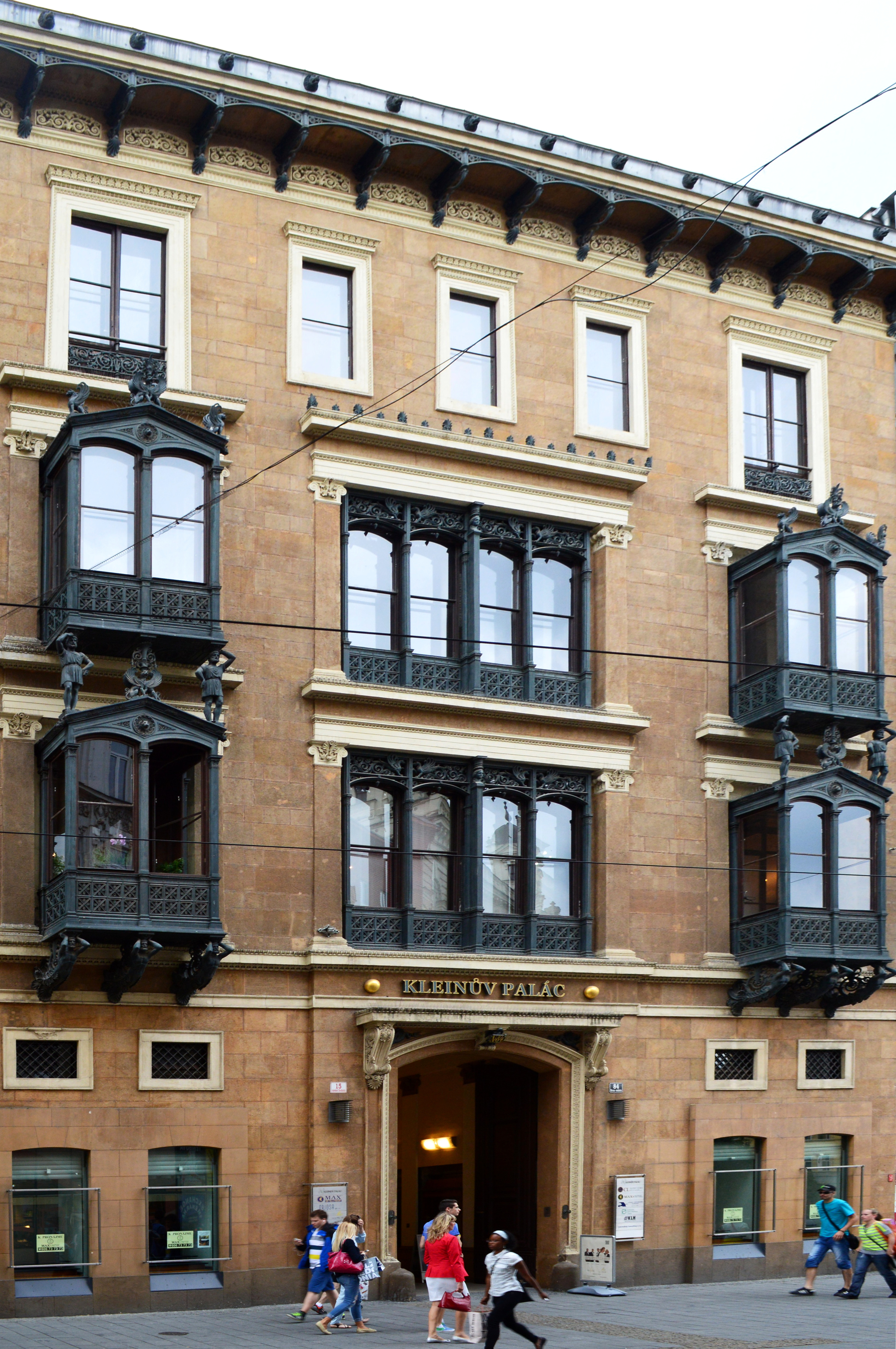
Kleinův palác na náměstí Svobody v Brně

Už v roce 1842 Franz zakoupil a později nechal zbořit dům U zlaté koule na brněnském Velkém náměstí (čo. 15), a v letech 1847 až 1848 zde vyrostlo nové rodinné sídlo podle projektu architekta Ludwiga Förstera (uvádí se i účast později renomovaného Theophila von Hansena), tzv. Kleinův palác. Jednalo se o nový dvojbytový měšťanský dům s výraznými litinovými prvky (především arkýře) na hlavním průčelí do náměstí, které zpodobňovaly hlavní obchodní artikl rodiny Kleinů (železo) a které byly dodány ze sobotínských železáren. Dům na nejrušnější brněnské adrese zároveň sloužil jako sídlo celé rodinné firmy, Franz se stal též čestným občanem Brna. Dům je zapsán na seznamu kulturních památek České republiky.

### Úmrtí
Franz Klein zemřel náhle 28. srpna 1855 při inspekční cestě na stavbě trati z Bohumína do Osvětimi poblíž města Zebrzydowice ve Slezsku. Pohřben byl v rodinné hrobce na starém brněnském městském hřbitově. Ten byl roku 1883 zrušen a jeho vnuk František III. Klein von Wisenberg tak nechal přesunout ostatky zde pohřbených členů rodiny do nové hrobky v Loučné postavené v letech 1887 až 1888.

### Rodinný život

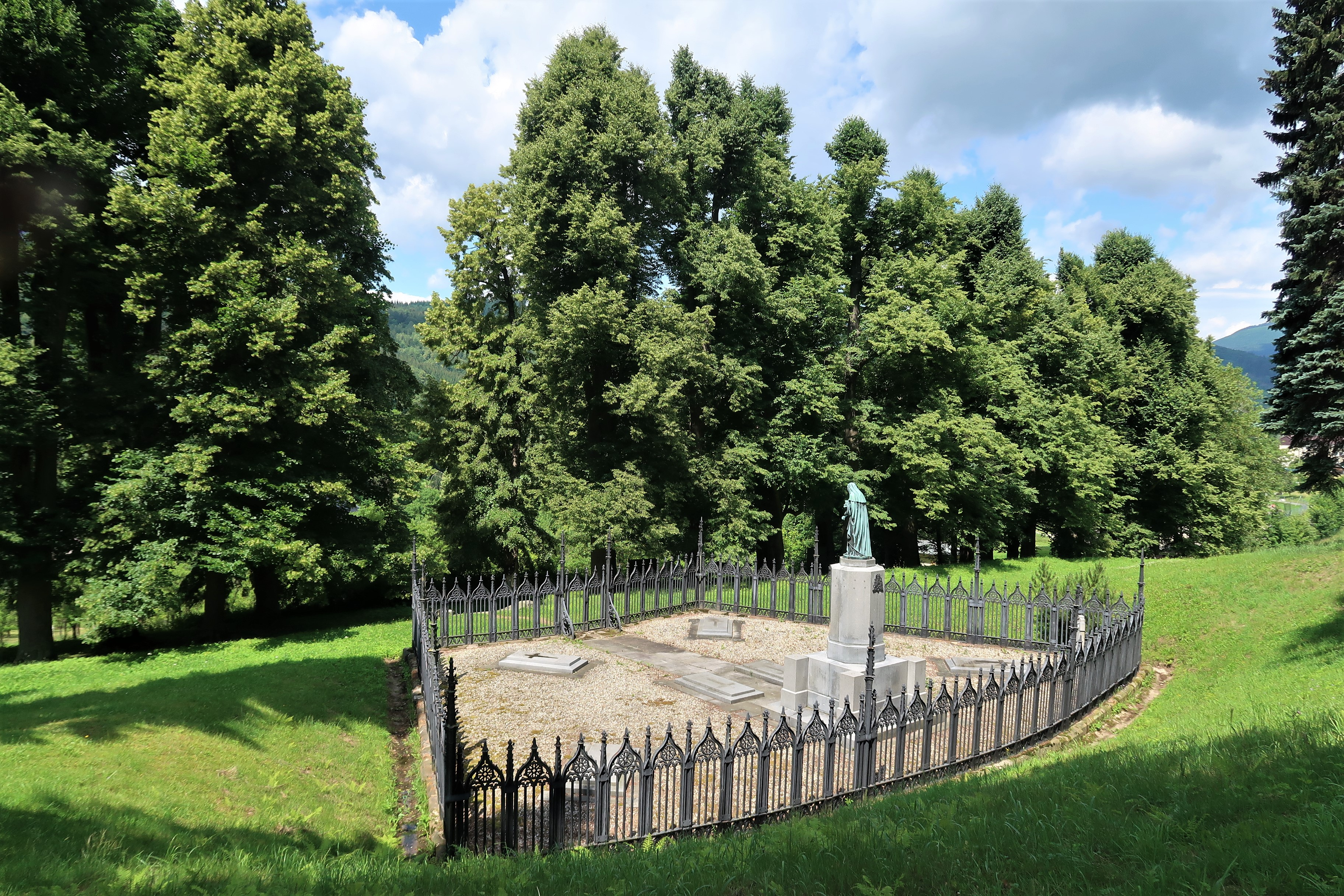
Hrobka Kleinů v Loučné nad Desnou se sochou sv. Alžběty Durynské z roku 1888

Franz Klein se roku 1825 v Brně oženil s Františkou rozenou Hillebrantovou (1803–1851), dcerou vojenského krejčího. Ještě před svatbou roku 1825 se jim narodil syn Franz Klein II., který po otci a strýci správu sobotínských železáren. Roku 1865 byl povýšen do šlechtického stavu s přídomkem von Wisenberg, v roce 1873 pak do stavu svobodných pánů. Jeho potomci tvoří vízmberskou (loučenskou) větev rodu.
- Franz II. Klein (1825–1882)
  - ⚭  (1849 Vídeň) Leopoldina Hauptmannová (1827–1886)
- Marie (1826–1904)[4]
  - ⚭  (1845 Loučná nad Desnou) Eduard Ulrich (1813–1881)
- Rosalie (1828–1834)[5]
- Wilhelm (1830–1831)[6]
- Eduard (*/† 1831)[7]
- Alois (*/† 1832)

Praneteří Franze Kleina I. byla česká šlechtična Sidonie Nádherná.